# تريفور هوارد
تريفور هوارد (بالإنجليزية: Trevor Howard)‏ (و. 1913 – 1988 م) هو ممثل، من المملكة المتحدة، توفي عن عمر يناهز 75 عاماً بسبب تشمع الكبد.

## التعليم
تعلم في كلية كليفتون، والأكاديمية الملكية للفنون المسرحية.

## الخدمة العسكرية
خدم في الجيش البريطاني.

## وصلات خارجية
- تريفور هوارد على موقع IMDb (الإنجليزية)
- تريفور هوارد على موقع الموسوعة البريطانية (الإنجليزية)
- تريفور هوارد على موقع روتن توميتوز (الإنجليزية)
- تريفور هوارد على موقع مونزينجر (الألمانية)
- تريفور هوارد على موقع ألو سيني (الفرنسية)
- تريفور هوارد على موقع ميوزك برينز (الإنجليزية)
- تريفور هوارد على موقع تيرنر كلاسيك موفيز (الإنجليزية)
- تريفور هوارد على موقع أول موفي (الإنجليزية)
- تريفور هوارد على موقع قاعدة بيانات الأفلام السويدية (السويدية)
- تريفور هوارد على موقع إن إن دي بي (الإنجليزية)